# Rapport de 1800
 (juin 2017).
Si vous disposez d'ouvrages ou d'articles de référence ou si vous connaissez des sites web de qualité traitant du thème abordé ici, merci de compléter l'article en donnant les références utiles à sa vérifiabilité et en les liant à la section « Notes et références ».
Le Rapport de 1800 est une résolution rédigée par James Madison, qui défend une interprétation de la Constitution des États-Unis en faveur de la souveraineté des États individuels et est une réaction aux « Lois sur les étrangers et la sédition ». 
Adopté par l'Assemblée générale de Virginie en janvier 1800, le Rapport explicite les arguments des Résolutions du Kentucky et de la Virginie et tente de répondre aux critiques faites à ces Résolutions. Le Rapport a été la dernière grande explication de la Constitution produite avant le veto de Madison sur le projet de loi de 1817 sur les Bonus. Madison est considéré comme le « Père de la Constitution ».
Les arguments présentés dans les Résolutions et dans le Rapport ont été réutilisés fréquemment au cours de la crise de la nullification de 1832, lorsque la Caroline du Sud a déclaré les tarifs douaniers fédéraux inconstitutionnelles et nuls et non avenus à l'intérieur de l'État. Madison a rejeté le concept de nullification ainsi que le point de vue que ses arguments soutiennent une telle pratique. La question de savoir si la théorie du Républicanisme de Madison implique vraiment le concept de nullification, et plus généralement si les idées qu'il exprime entre 1798 et 1800 sont compatibles avec son travail avant et après cette période, sont les principales questions entourant le Rapport dans la littérature moderne.

## Contexte
Madison, membre du Parti républicain-démocrate, est élu à l'Assemblée Générale de la Virginie, alors majoritairement républicaine-démocrate, en tant que représentant du Comté d'Orange en 1799. Un point important de son programme est la défense des « Virginia Resolutions », un ensemble de décisions proposant que les États peuvent déclarer inconstitutionnelles des lois fédérales et dont Madison est le rédacteur principal. Ces décisions, débattues au même moment que les « Kentucky Resolutions » rédigés par Thomas Jefferson, ont été une réponse à diverses lois décidées par le gouvernement dominé alors par les Fédéralistes. Les plus décriées sont les « Lois sur les étrangers et la sédition », quatre lois qui permettent au Président d'expulser un étranger s'il est considéré « dangereux pour la paix et la sûreté des États-Unis » ou s'il vient d'un pays ennemi. Elles requièrent aussi une plus longue période de résidence avant d'obtenir la citoyenneté américaine, et criminalisent le fait de publier des « écrits faux, scandaleux, et malveillants » à l'encontre du gouvernement ou de ses représentants. Les républicains-démocrates ont été scandalisés par ces lois; Madison et Jefferson ont rédigé des résolutions en réponse qui ont été adoptées par les législatures des États de Virginie et du Kentucky.
Les résolutions adoptées par la Virginie et le Kentucky ont suscité de nombreuses critiques de la part des autres États dans l'année qui suivit la publication. Sept États ont officiellement réagi à la Virginie et au Kentucky en rejetant les résolutions et trois autres États ont adopté des résolutions exprimant leur désapprobation, les quatre derniers États membres n'ont pas pris de mesures. Aucun autre État n'a approuvé les résolutions. La raison de ces critiques est que l'Assemblée Générale de Virginie, sous l'impulsion de John Taylor du comté de Caroline, partisan de la souveraineté des États, interprète les résolutions de Virginie comme étant une expression de la souveraineté d'un État bien que ce ne soit pas l'interprétation de Madison. Les réponses des autres États défendent que la Cour Suprême des États-Unis a la responsabilité ultime de décider si les lois fédérales sont constitutionnelles, et que les « Lois sur les étrangers et la sédition » sont constitutionnelles et nécessaires. Les Fédéralistes ont accusé les Républicains-démocrates de chercher à provoquer la sécession, voire la violence. À l'époque, certains représentants républicains-démocrates de la Virginie tels que William Branche Giles (en public) et Taylor (en privé) réfléchissaient à la désunion et l'Assemblée Générale de la Virginie a choisi ce moment pour construire une nouvelle armurerie étatique à Richmond. Il y avait donc un fond de vérité derrière ces accusations.
Jefferson, alors dirigeant du parti républicain-démocrate et Vice-Président, a écrit à Madison en août 1799 une lettre ayant pour objet une ébauche de campagne pour renforcer le soutien du public sur les principes exprimés dans les résolutions de Virginie et du Kentucky de 1798 :

« Que les principes déjà énoncés par la Virginie et le Kentucky ne doivent pas être abandonnés en silence, je suppose que nous sommes d'accord. Je vais proposer une déclaration de résolution pour les législatures de ces États avec le plan suivant. Premièrement, répondre aux arguments des États qui se sont aventurés sur le domaine de la raison, et au Congrès. [...] Deuxièmement, protester fermement contre le principe et le précédent ; et se réserver les droits résultants de telles violations constitutionnelles de la part du gouvernement fédéral, [...] Troisièmement, exprimer de manière affectueuse et conciliatrice notre fervent attachement à l'union avec nos États-frères, ainsi qu'aux moyens et principes par lesquels nous sommes unis ; [...] Entièrement confiant dans le bon sens du peuple américain, ainsi qu'à leur volonté de nous rejoindre autour des vrais principes de notre rassemblement fédéral. Mais déterminé, dans le cas où nous serions déçus par cela, de nous détacher nous-mêmes de cette union que nous aimons tant, plutôt que d'abandonner les droits d'auto-gouvernance que nous possédons, et dans lesquels seuls nous apercevons la liberté, la sécurité et le bonheur. »

À la suite de cette lettre, Madison a rendu visite à Jefferson à Monticello au cours de la première semaine de septembre. Leur discussion est importante car elle a convaincu Jefferson de s'écarter de sa position radicale sur la dissociation de l'Union, telle qu'exprimée à la fin de l'extrait ci-dessus. En effet, que la Virginie ou le Kentucky prennent une telle position publiquement aurait justifié les attaques fédéralistes contre les tendances sécessionnistes des républicains-démocrates. Madison a convaincu Jefferson, qui peu de temps après, a écrit à Wilson Cary Nicolas que: « je retire cette position, non seulement par respect pour les conseils de Madison, mais aussi parce que nous ne devrions jamais penser à la sécession, sauf en cas de violations énormes et répétées, de sorte que lorsque ces dernières se produisent, soient une justification suffisante ». Adrienne Koch et Harry Ammon, examinant plus tard les écrits de Jefferson, ont conclu que Madison avait eu un rôle important « dans l'adoucissement d'opinions extrêmes de Jefferson ».

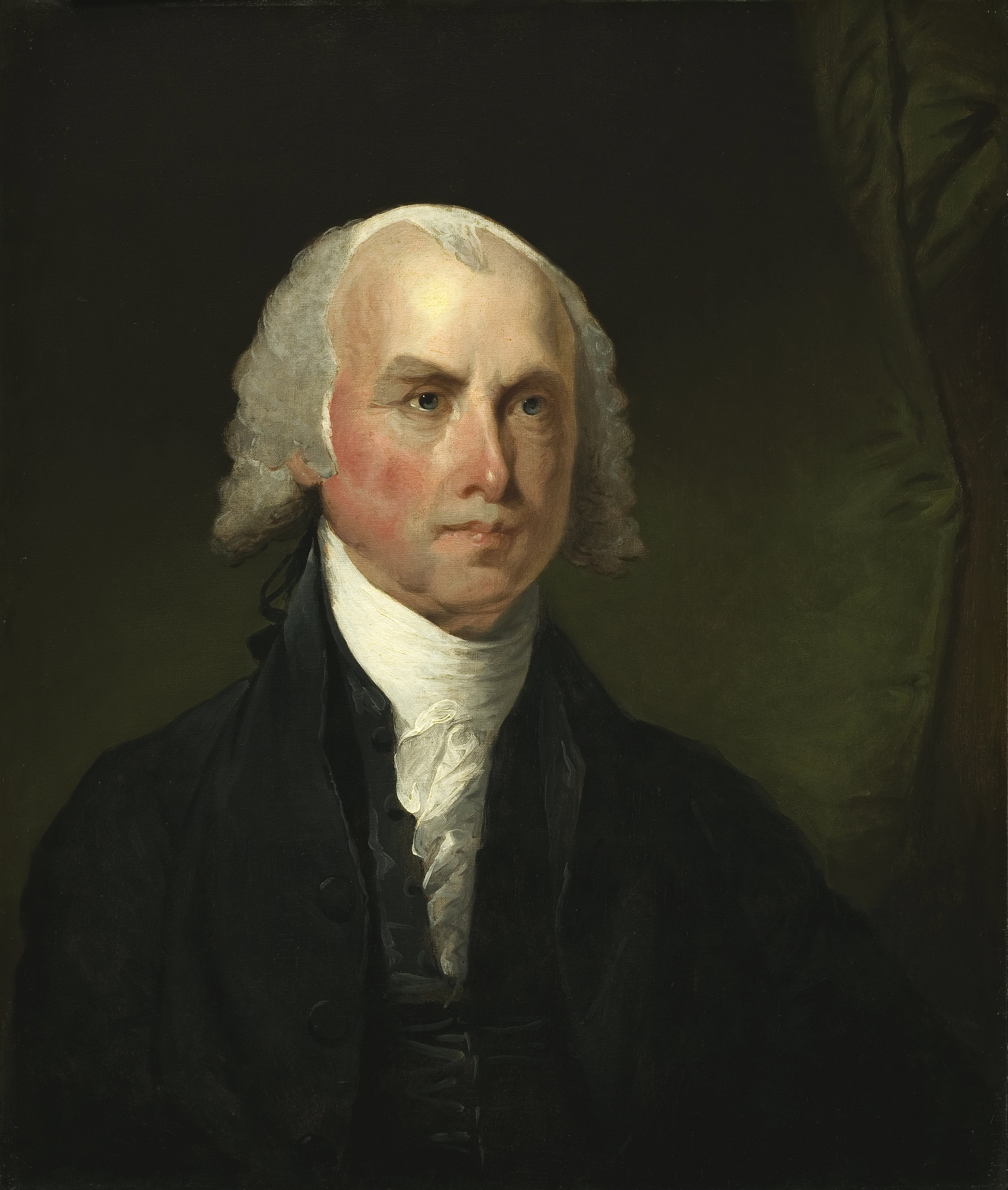
James Madison, l'auteur du Rapport et 4e Président des États-Unis

Jefferson espérait s'investir plus dans la production du rapport et avait décidé de rendre visite à Madison dans sa plantation familiale lors de son voyage à Philadelphie, la capitale nationale, pour la session d'hiver du Congrès des États-Unis. Cependant, James Monroe, qui allait devenir gouverneur de la Virginie avant la fin de l'année, rendit visite à Jefferson à Monticello, et le mit en garde contre une nouvelle rencontre avec Madison, puisqu'une telle rencontre entre deux des plus importants dirigeants républicains-démocrates provoquerait de nombreux commentaires du public. La tâche de la rédaction du Rapport de Virginie fut donc laissée à Madison. Jefferson a souligné l'importance de ce travail dans une lettre du 26 novembre à Madison, dans laquelle il a identifié « les protestations contre les violations des véritables principes de notre constitution » comme l'un des quatre éléments primaires du programme du parti républicain-démocrate.

## Production et passage
La session de l'Assemblée débuta en décembre. Une fois à Richmond, Madison commence la rédaction de ce rapport, mais il est retardé d'une semaine par un épisode de dysenterie. Le 23 décembre, Madison met en place un comité de sept membres, avec lui-même en tant que président, pour répondre à « certaines réponses de plusieurs États, en rapport avec la communication faite par l'assemblée législative de Virginie lors de la dernière session. » Les membres du comité sont Madison, John Taylor, William Branch Giles, George Keith Taylor, John Wise, John Mercer, et William Daniel. Le lendemain, la veille de Noël, le comité produit une première version du Rapport. La mesure est présentée à la Chambre des représentants, la chambre basse de l'Assemblée Générale, le 2 janvier.
Bien que certain de passer puisque la majorité de la chambre est républicaine-démocrate, récemment renforcée par l'élection d'un greffier républicain-démocrate et président de la Chambre, le Rapport est débattu pendant cinq jours. Le principal point de discorde est la signification de la troisième résolution des « Virginia Resolutions » :

« Cette Assemblée déclare de manière explicite et péremptoire, qu'elle considère le pouvoir du gouvernement fédéral, comme résultant du rassemblement dont les États font partie ; ... et qu'en cas d'un exercice délibéré, palpable et dangereux d'autres pouvoirs non accordés par le dit rassemblement, les États qui sont parties associées ont alors le droit  ... de s'interposer pour arrêter le progrès du mal...  les autorités, droits et libertés relevant de leur compétence . »

Ce passage avait été la principale cible des attaques sur les Résolutions par les fédéralistes. En particulier, l'interprétation que les États sont des parties constituantes du rassemblement fédéral. Le Rapport est finalement amendé pour clarifier ce point en soulignant que, lorsque les habitants de Virginie ont affirmé que les États étaient parties du rassemblement fédéral, ils référaient au peuple souverain de l'État en particulier. Ainsi, dire que « l'État de Virginie a ratifié la Constitution » veut dire que le peuple souverain de la Virginie a ratifié la Constitution. Le Rapport amendé est adopté par la Chambre des Délégués, le 7 janvier, par un résultat de 60 contre 40. Puis dans les deux semaines suivantes, il passe au Sénat par un résultat de 15 contre 6.
Le rapport reçut un bon accueil de la part des républicains-démocrates de Virginie. L'Assemblée Générale imprima cinq mille exemplaires et les distribua dans l'État, mais il n'y eut pas beaucoup de retour du public sur le rapport, et il semble avoir eu relativement peu d'impact sur l'élection présidentielle de 1800 (qui fut néanmoins une grande victoire pour les républicains-démocrates et un désaveu des politiques fédéralistes). Les partis en dehors de la Virginie semblaient indifférents à rediscuter les résolutions de 1798, et il y eut très peu de commentaires publics dans les autres États. Jefferson fut à l'affût d'exemplaires pour les distribuer aux membres républicains-démocrates du Congrès lors de leur départ pour leurs États d'origine, et lorsqu'il sut qu'ils n'arriveraient pas, il supplia Monroe pour obtenir au moins une copie qu'il puisse reproduire. En dépit de l'approbation de Jefferson et ses tentatives de distribuer le travail de Madison, la réaction nationale a été peu enthousiaste. Bien qu'il ait eu peu d'impact immédiat sur l'élection, le rapport de Madison clarifia l'argument juridique contre les Actes et pour les droits des États en général, en particulier dans la promotion du Dixième Amendement plutôt que le Neuvième comme le principal rempart contre les intrusions fédérales sur l'autonomie des États.

## Argumentaire
L'objectif général du rapport est la confirmation et l’extension des principes exprimés dans les Résolutions de Virginie. L'objectif majeur de ces Résolutions était d'obtenir l'abrogation des « Lois sur les étrangers et la sédition » en influençant la population qui ferait pression sur les législatures des États. Madison cherche à accomplir cela en démontrant que cet ensemble de lois est contraire à la constitution. Rejetant ces lois dans son Rapport, Madison décrit de nombreuses brèches qui sont à la limite de la constitutionnalité. La loi sur les étrangers accorde au Président le pouvoir d'expulser les étrangers de nations alliées sans aucune contrainte. Avant la loi sur la sédition, le gouvernement fédéral ne pouvait pas protéger les fonctionnaires de la dissidence ou d'attaques calomnieuses, au-delà de la protection déjà accordée à chaque citoyen ; en effet, une telle intervention contre la presse est « expressément interdite par un amendement explicite de la constitution ». Madison attaque aussi les lois fédéralistes sur le transport et la banque comme étant anticonstitutionnelles.
Afin de corriger les défauts engendrés par le passage des « Lois sur les étrangers et la sédition », Madison demande que les citoyens aient un droit absolu à la liberté d'expression. Madison écrit que la possibilité d'attaquer en justice un discours revient à « protéger ceux qui administrent le gouvernement contre le fait d'être exposé, s'ils devaient, à tout moment, mériter le mépris ou la haine du peuple ». La Liberté de la presse est nécessaire, parce que « bien que parfois fautive au vu de certains abus, le monde est redevable à la presse pour toutes les victoires qui ont été remportées par la raison et l'humanité sur l'erreur et l'oppression ». Le Rapport défend une interprétation stricte du Premier amendement de la Constitution des États-Unis. Alors que les fédéralistes l’interprètent comme une limitation du pouvoir du Congrès sur la presse, mais impliquant qu'un tel pouvoir existe, Madison fait valoir que le Premier Amendement interdit tout pouvoir du Congrès sur la presse.
Plus généralement, le rapport est plus connu pour son argumentation en faveur de la souveraineté des États. Le message principal est que les États sont l'ultime partie constituant le pacte national, et que, par conséquent, les États sont les ultimes arbitres pour savoir si l'accord est brisé par une usurpation de pouvoir. Cette doctrine est connue comme la « compact theory ». C'est la présence de cet argument dans les Résolutions qui avaient permis aux fédéralistes de décrire les républicains-démocrates comme penchant vers la sécession; la ligne est plus modéré dans le Rapport amendé, avec un accent sur le fait que ce sont les États en tant que sociétés politiques de citoyens (et, par conséquent, on peut comprendre que ce ne sont pas les législatures uniquement) qui possèdent ce pouvoir. Les deux formulations soutiennent la cause des républicains-démocrates en réfutant la finalité de toute interprétation constitutionnelle avancée par le Congrès et le pouvoir judiciaire fédéral, qui sont dominés par les fédéralistes.
En défense des républicains-démocrates de Virginie et des Résolutions, Madison souligne que même si l'on est en désaccord avec la « compact theory », les Résolutions de Virginie et le Rapport de 1800 eux-mêmes étaient tout simplement des protestations, que les États étaient sûrement en droit de produire. Madison a indiqué que la déclaration d'inconstitutionnalité serait l'expression d'une opinion, sans force juridique. Le but de cette déclaration, d'après Madison, était de mobiliser l'opinion publique. Madison a indiqué que le pouvoir de faire des résolutions constitutionnelles contraignantes restent aux tribunaux fédéraux : 

« Il a été dit, qu'il appartient au pouvoir judiciaire des États-Unis, et non pas aux législatures des états, d'interpréter la Constitution Fédérale. [...] [L]es déclarations de [citoyens ou de la législature de l'état], affirmant ou niant la constitutionnalité des mesures du Gouvernement Fédéral ... sont des expressions d'opinion, accompagnés comme seul effet de celui qu'elles peuvent produire sur l'opinion publique, en stimulant la réflexion. Au contraire, les résolutions de la magistrature sont immédiatement effectives. Le premier peut conduire à un changement dans la législation reflétant l'expression de la volonté générale; peut-être à un changement de l'opinion de la magistrature; le second force la volonté générale, bien que cette volonté et l'opinion demeurent inchangées. »

Madison défend le fait qu'un État, après avoir déclaré une loi fédérale inconstitutionnelle, peut passer à l'action en communiquant avec les autres États, en essayant de s'assurer de leur soutien, en demandant au Congrès d'abroger la loi en question, de présenter des amendements à la Constitution par le Congrès, ou convoquer une convention constitutionnelle. Madison n'a pas déclaré que les États peuvent légalement annuler une loi fédérale contestable ou qu'ils peuvent la déclarer nulle et non exécutoire. En préférant influencer l'opinion publique plutôt que de faire une action directe, Madison a essayé de rendre clair que les républicains-démocrates ne cherchaient pas la sécession.

## L'analyse
Le Rapport a été considéré au début du 19e siècle comme l'une des plus importantes expressions des principes républicains-démocrates. Spencer Roane le décrit comme la « Magna Carta sur lequel les républicains se mirent d'accord, après la grande querelle de 1799 ». Henry Clay déclare à la Chambre des Représentants que c'est à partir du Rapport de 1800, plus que tout autre document, qu'il a développé ses propres théories sur l'interprétation constitutionnelle. H. Jefferson Powell, un juriste moderne, identifie trois thèmes récurrents sur l'interprétation de la constitution chez les républicains-démocrates qui ont émergé à partir des Résolutions et du Rapport : 
1. une approche textuelle de la Constitution,
2. la « compact theory »
3. que la vigilance, plutôt que la confiance, devrait caractériser l'approche envers ceux qui détiennent le pouvoir politique.

Plus récemment[évasif], le principal intérêt du Rapport réside dans son interprétation absolutiste du Premier Amendement. De multiples décision de la Cour Suprême ont cité le rapport comme une preuve des idées des Pères fondateurs des États-Unis sur la liberté d'expression. En 1957, le jugement Roth v. États-Unis par William Brennan, le Rapport de Madison est cité comme la preuve que « les libertés fondamentales d'expression et de la presse ont grandement contribué au développement et au bien-être de notre société libre et sont indispensables à la poursuite de sa croissance. » D'autres affaires ont cité le Rapport pour une raison analogue, notamment Thornhill v. Alabama (1940) et Nixon v. Shrink Missouri Government PAC (2000).
Dans la recherche moderne en dehors du domaine juridique, le Rapport est principalement étudié pour son analyse des droits des États à l'égard du fédéralisme et le républicanisme. Selon Kevin Gutzman, le Rapport, avec les Résolutions de Virginie et du Kentucky, constitue une base pour la « tradition sudiste radicale des droits des États ». Cependant, Madison a réfuté les accusations que ses écrits supporteraient l'interprétation constitutionnelle avancé par les sudistes partisans de la nullification. Le Rapport de 1800, d'après Madison, ne dit pas que le gouvernement est un ensemble d'États individuels, comme les pro-nullification le suggèrent. Le Rapport de 1800 décrit plutôt un ensemble de « gens, chacun dans leur État, agissant en leur souveraineté la plus élevée. » Les gouvernements de chaque État eux-mêmes, pas moins que le pouvoir judiciaire fédéral, ne possèdent qu'un pouvoir délégué du peuple, et ne peuvent donc pas décider des questions d'une importance fondamentale. Madison pense que les Résolutions et le Rapport sont conformes à ce principe, tandis que la crise de nullification ne l'est pas.